# قائمة أشباه الجسيمات
هذه قائمة بأشباه الجسيمات.
| شبه جسيم          | تعريف                                                                  |
| ----------------- | ---------------------------------------------------------------------- |
| بيبولارون         | ثنائي من البولارون                                                     |
| شارغون            | شبه جسيم ناتج عن انفصال شحنة لف إلكترون                                |
| كونفيغرون         | إثارة بدئية شكلية في مادة غير متبلورة تنطوي على كسر الرابطة الكيميائية |
| ثقب إلكترون (ثقب) | نقص في الإلكترون في نطاق التكافؤ                                       |
| أكسيتون           | حالة تلازم إلكترون وثقب                                                |
| فراكتون           | تذبذب جماعي محدد الكم في طبقة سفلى بهندسة كسورية.                      |
| هولون             | شبه جسيم ناتج عن انفصال شحنة لف إلكترون                                |
| ليبرون            | شبه جسيم مرتبط بحركة تحرر الجزيئات في بلورة جزيئية.                    |
| ماغنون            | إثارة متماسكة لإلكترون يدور في مادة                                    |
| فازون             | وسائط ذبذباتية في شبه بلورة مرتبطة بتنظيمات ذرية                       |
| فونون             | وسائط ذبذباتية في بنية بلورية مرتبطة بتحولات ذرية                      |
| بلازمون           | إثارة متماسكة لبلازما                                                  |
| بولارون           | شبه جسيم مشحون متحرك محاط بأيونات في المادة                            |
| بولاريتون         | مزيج من الفوتون مع أشباه جسيمات أخرى                                   |
| روتون             | إثارة بدئية لهيليوم-4 في حالة ميوعة فائقة                              |
| سوليتون           | موجة إثارة انفرادية ذاتية التعزيز                                      |
| سبينون            | شبه جسيم ناتج عن انفصال شحنة لف إلكترون                                |

للإضافة الجسيم المسمى إلكترون في فيزياء المادة المكثفة هو شبه جسيم بما أن العديد من الإلكترونات لها حالة تشابك.